# Télévision Tunisienne 1
Télévision Tunisienne 1 (arabisch التلفزة التونسية ـ الوطنية 1) ist ein staatlicher tunesischer Fernsehsender. Er ist der älteste tunesische Sender und kann von 99,8 % der Bevölkerung Tunesiens empfangen werden.
2006 hatte der Sender einen Marktanteil von 52,2 %, 1999 waren es noch 80 %. 2007 verlor er seine Führungsposition an Hannibal TV, die er inzwischen aber wieder zurückgewinnen konnte.

## Geschichte
Am 1. Oktober 1965 wurde ein Testlauf des Fernsehsenders gestartet. Es wurde eine Stunde und fünfzehn Minuten gesendet, der Sender konnte in Tunis mitsamt Vororten empfangen werden. Ein zweiter, längerer Testlauf startete am 29. Oktober. Am 31. Mai 1966 wurde der Sendebetrieb offiziell unter dem Namen RTT (arabisch إ.ت.ت), der Abkürzung für Radiodiffusion-télévision tunisienne, gestartet. 1967 sendete der Sender drei Stunden täglich, zwei auf Arabisch und eine auf Französisch.
Von 1976 an wurde in Farbe gesendet. 1983 wurde mit RTT 2 ein zweites Programm gestartet und der Sender entsprechend in RTT 1 umbenannt.
Der Sender wurde 1992 in TV7 (arabisch قناة 7) umbenannt. Die Zahl 7 im neuen Namen nahm Bezug auf die Machtübernahme von Zine el-Abidine Ben Ali in Tunesien am 7. November 1987. Diese Umbenennung war Teil eines Kultes um die Zahl 7 in Tunesien, mit der das Regime seine Macht auf subtile Weise im öffentlichen Raum darstellte. 1997 wurde der Name in Tunis 7 (arabisch تونس 7) und 2008 schließlich in Tunisie 7 (arabisch تونس 7) geändert.
Im Zuge der Revolution in Tunesien 2010/2011 und dem Sturz Ben Alis bekam der Sender im Januar 2011 seinen heutigen neutralen Namen.